# سارا ماردة
سارا ماردة (8 أبريل 1993 ببرشلونة في إسبانيا - ) (بالإسبانية: Sara Mérida Pérez)‏ هي لاعبة كرة قدم إسبانية في مركز الوسط. شاركت مع منتخب إسبانيا تحت 17 سنة للسيدات لكرة القدم. أما مع النوادي، فقد لعبت مع RCD Espanyol (women) ‏.

## وصلات خارجية
- سارا ماردة على موقع الاتحاد الأوربي (الإنجليزية)